# Kawir-Nationalpark

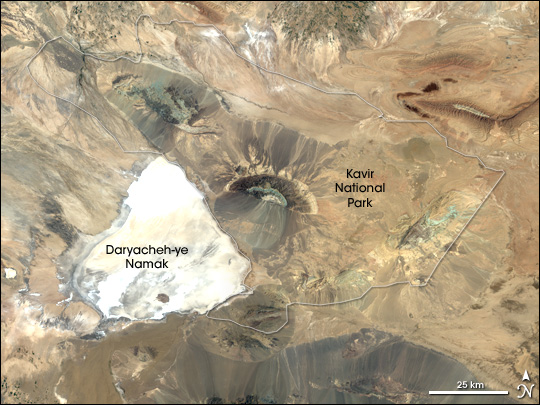
Lage des Kawir-Nationalparks

Der Kawir-Nationalpark ist ein 4000 Quadratkilometer großer Nationalpark im Norden Irans. Er liegt am westlichen Rand der Kawir-Wüste (Dascht-e Kawir), 120 km südlich von Teheran und 100 km östlich von Ghom. Geologisch liegt das Gebiet an den Ausläufern der beiden großen iranischen Wüsten, der Dascht-e Kawir. 
In der Wüsten- und Steppenlandschaft des Parkes leben Wildziegen, Wildschafe, Streifenhyänen, Wölfe und Gazellen sowie die seltenen Asiatischen Geparden und der Persische Leopard. Die Pflanzenwelt der Wüste besteht vor allem aus Sukkulenten. Am Rand des Nationalparkes befindet sich der Salzsee Daryācheh-ye Namak, eine Salzwiese, die im Norden vom Ghom gespeist wird, der durch den nördlichen Teil des Nationalparkes fließt und zu den wenigen Flüssen Iran zählt, die dauerhaft Wasser führen.